# Fondation pour un monde sans fumée
La Fondation pour un monde sans fumée (Foundation for a Smoke-Free World) est une organisation fondée en 2017 par Philip Morris International. En mai 2024, elle change de nom et devient Global Action to End Smoking.
Elle est financée intégralement par Philip Morris International, à hauteur de plus de 800 millions d'euros pour douze ans, dans le but de promouvoir les alternatives à la cigarette conventionnelle, comme le tabac chauffé. L'Organisation mondiale de la santé (OMS) appelle à ne pas collaborer avec cette organisation de façade de l'industrie du tabac.

## Contexte
L'industrie du tabac a historiquement créé des groupes tiers pour influencer la science et la politique de manière masquée, dans le but de semer le doute sur les méfaits du tabac. Par exemple, le Tobacco Industry Research Committee en 1953, le Tobacco Institute en 1958 et le Center for Indoor Air Research en 1988. Ces organisations ont été dissoutes par le Master Settlement Agreement conclu avec la justice américaine en 1998.

## Activités
En 2018, la fondation est entièrement financée par Philip Morris International et a moins investi en recherche scientifique qu'en relations publiques,. Derek Yach, ancien de employé de l'OMS puis de PepsiCo, en est le premier président,.
Une enquête menée par Le Monde, The Investigative Desk (Pays-Bas), Follow the money (Pays-Bas) et Knack, publiée en avril 2021, indique que la Fondation pour un monde sans fumée, dénuée de transparence quant aux subventions qu'elle octroie à d'autres entités, est un outil de lobbying utilisé par Philip Morris International pour contourner la Convention-cadre de l'OMS pour la lutte antitabac dont l'article 5.3 vise à mettre à l'abri les décisions publiques du lobbying de l'industrie du tabac. Selon les auteurs de l'enquête, qui s'appuient notamment sur des documents internes de la firme datés de 2014, la stratégie de Philip Morris International consiste à diviser le mouvement anti-tabac (schématiquement partagé entre « prohibitionnistes » et « pragmatiques ») et à faire plier l'OMS dans le but de promouvoir ses nouveaux produits (cigarette électronique, tabac chauffé, etc.).

## Réactions
La création de la Fondation pour un monde sans fumée est accueillie avec scepticisme par le milieu médical. L'Organisation mondiale de la santé et l'Union internationale contre le cancer annoncent qu'elles ne travailleront pas avec cette fondation, et encouragent les gouvernements et les agences de santé à suivre leur exemple.
Wolfgang Kweitel, membre de l'Association suisse pour la prévention du tabagisme dénonce un double discours de l'entreprise affirmant qu'« En Occident, où la pression est forte, on professe un monde sans fumée, mais en Asie du Sud-Est, Indonésie notamment, la multinationale mise toujours sur les cigarettes traditionnelles ».